# Original Album Collection (edicija)
Original Album Collection je box set izdanje albuma Jugotona, odnosno Croatia Recordsa. Prvi box set objavljen je u lipnju 2013., a posljednji u srpnju 2022.
Albumi iz ove kolekcije izdani su na CD-u i digitalno su remasterirani.

## O ediciji
Prvo izdanje iz ove edicije bilo je reizdanje box seta Bijelog dugmeta iz 2005. Maksimalan broj albuma u kompletu je četiri, pet ili šest. Ako je preko pet ili šest albuma, izdaje se duplo izdanje (Parni valjak, Josipa Lisac, Oliver Dragojević, Divlje jagode). Jedini tematski box set iz ovog izdanja bio je za Božić 2015. godine, a jedina suradnja bila je s PGP RTS za kolekciju albuma Korni grupe i Kornelija Kovača.

## Popis izdanja
| Izvođač       | Broj CD-ova u box setu | Godina |
| ------------- | ---------------------- | ------ |
| Bijelo dugme  | 6                      | 2013.  |
| Crvena jabuka | 5                      | 2013.  |
| Idoli         | 5                      | 2014.  |
| Dino Dvornik  | 5                      | 2014.  |
| Daleka obala  | 5                      | 2014.  |
| Haustor       | 4                      | 2015.  |
| Psihomodo pop | 5                      | 2015.  |
| Parni valjak  | 5 (vol.1) i 6 (vol.2)  | 2015.  |